# Kloster Königsdorf

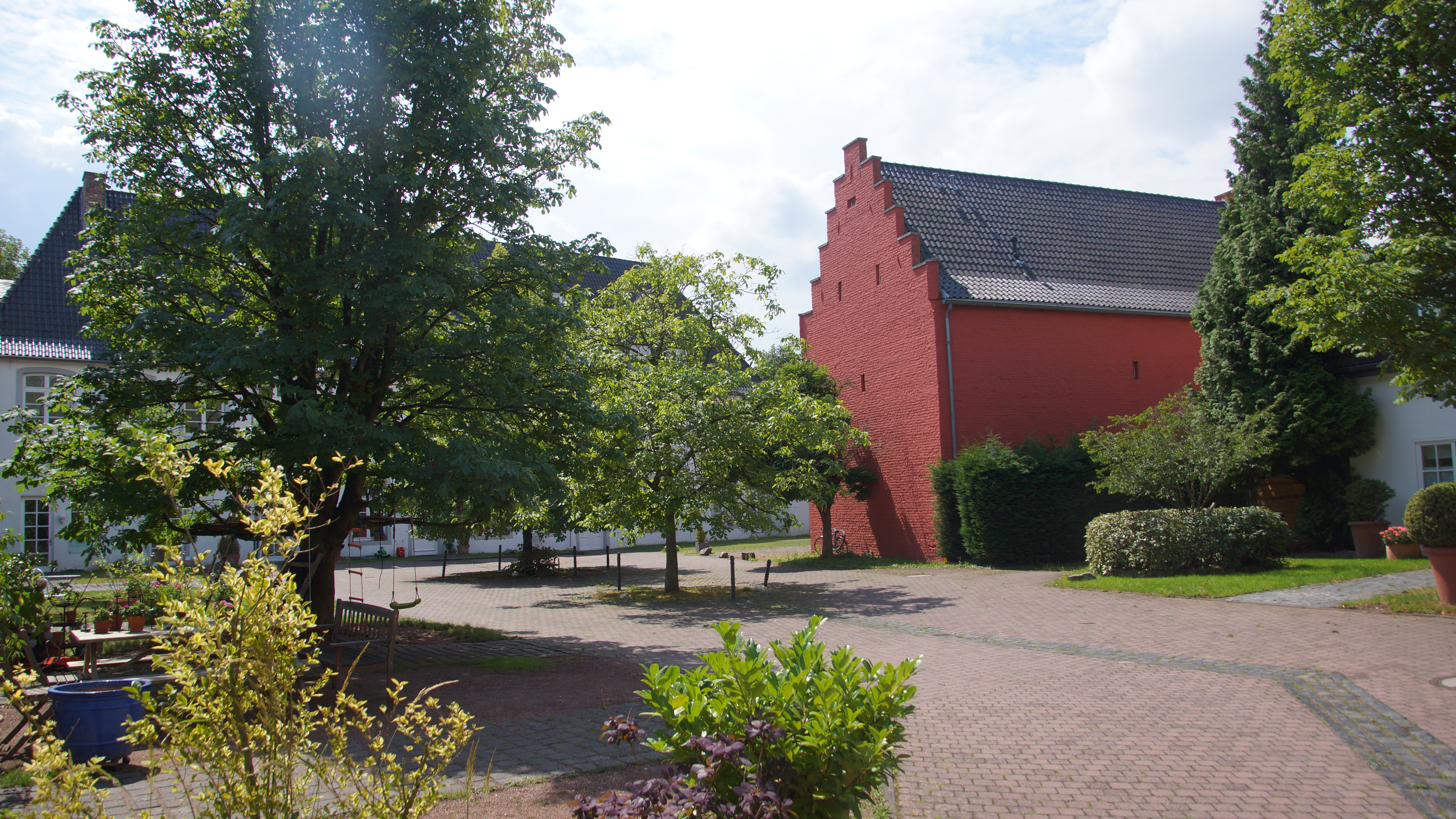
Der Klosterhof 2015 mit dem gotischen Stufengiebelhaus

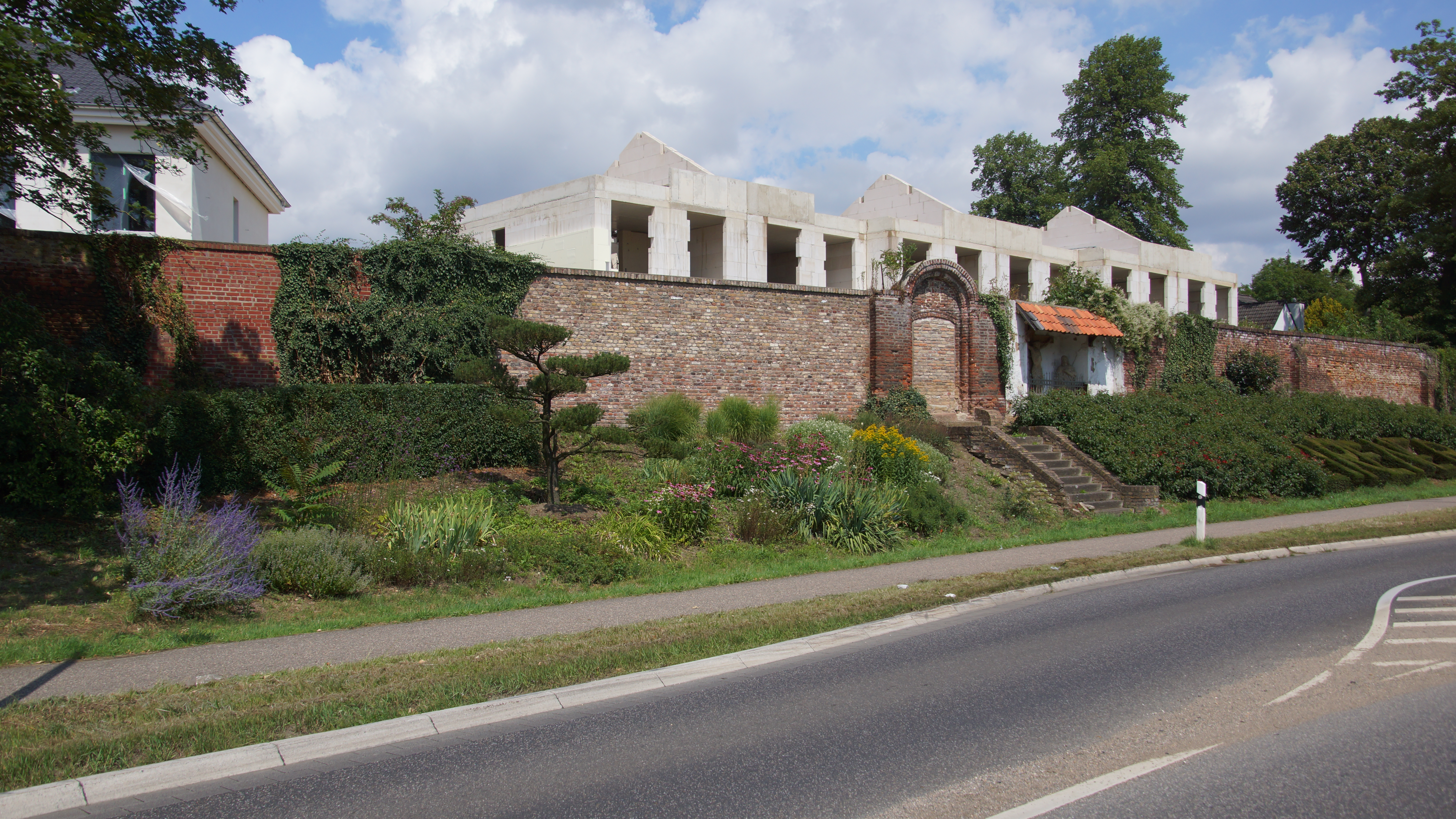
Immunitätsmauer des Klosters

Kloster Königsdorf ist ein ehemaliges Kloster der Benediktinerinnen im Frechener Ortsteil Königsdorf in Nordrhein-Westfalen.

## Geschichte
In einer vor Mitte August 1136 ausgestellten Urkunde des Kölner Erzbischofs Bruno II. wurde das Kloster erstmals erwähnt. In dieser nahm der Erzbischof die als cellula bezeichnete Neugründung auf Bitten des Abtes des Benediktinerklosters von St. Pantaleon zu Köln mit allen seinen Besitzungen in seinen Schutz. Die mit Nonnen besetzte neue Zelle teilte mit dem Kölner Kloster das Pantaleonspatrozinium. Die Kölner Äbte übten bis in das 14. Jahrhundert hinein die Aufsicht über die Königsdorfer Benediktinerinnen aus. In einer später im Umfeld des Klosters verfassten legendarischen fundatio, einer Gründungsgeschichte, die in der ersten Hälfte des 16. Jahrhunderts abgefasst wurde, wurde die Gründung des Konvents in die Zeit Karls des Großen verlegt. Diesem Bericht zufolge sei das Kloster 881 von den Normannen zerstört und zur Zeit Ottos I. mit Nonnen aus St. Maria im Kapitol zu Köln neu besetzt worden. Dieser Gründungsbericht wird von der Forschung verworfen und enthält zahlreiche Unstimmigkeiten.
Der Gottesdienst und die seelsorgerische Betreuung der Königsdorfer Benediktinerinnen wurde durch zwei Mönche der Mutterabtei St. Pantaleon versehen. Der neue Konvent bemühte sich jedoch um eine rasche Unabhängigkeit von Köln. 1144 wird erstmals die heilige Maria als Patronin des Klosters urkundlich erwähnt, 1163 erscheint der heilige Pantaleon letztmals in einer Urkunde des Abtes Wolbero, allerdings bereits als Nebenpatron. Seitdem war es ausschließlich der Maria geweiht. Seit dem Jahr 1355 existieren keine Belege mehr für Einmischungen der Kölner Äbte in die inneren Verhältnisse in Königsdorf. 1473 wurde im Kloster die Bursfelder Reform eingeführt. Hierfür beauftragte der Kölner Erzbischof Ruprecht von der Pfalz den Abt der Abtei Brauweiler. 1511 wurde Königsdorf auf dem Brauweiler Generalkapitel förmlich in die Bursfelder Kongregation aufgenommen. Über die Zuständigkeit als Kommissaräbte kam es zum Streit zwischen den Äbten von Brauweiler, dem Kloster Gladbach und Groß St. Martin in Köln. Diese Auseinandersetzung führte dazu, dass die Königsdorfer Nonnen fast dreißig Jahre nicht visitiert wurden. Erst ab der Mitte des 16. Jahrhunderts unterstand Königsdorf unangefochten Gladbach. Unter dieser Aufsicht verblieb Königsdorf bis zur Säkularisation 1802, der die Klosterkirche und ein Teil der Gebäude zum Opfer fielen.

## Bau und Anlage
Über Lage und Größe der abgegangenen Klosterkirche St. Maria ist nichts bekannt, Grabungsbefunde liegen bisher nicht vor. In den Wirtschaftanlagen des heutigen Klosterhofes haben sich mehrere gewölbte Räume, teilweise in einem gotischen Stufengiebelhaus, und Teile des Kreuzganges erhalten. Romanische Bausubstanz findet sich noch im Kreuzgangsnordflügel sowie im Torhaus. Die frühere Funktion etwa der gotischen Gewölbehalle im Stufengiebelhaus ist nicht geklärt.
Erhalten haben sich außerdem die Kreuzigungsgruppe von Großkönigsdorf sowie die romanische Ägidiuskapelle auf einem ursprünglich zum Kloster gehörenden Hof im benachbarten Hücheln.